# SAMVEL
SAMVEL, справжнє ім'я Самвел Туманян — (12 листопада 1997, Гостомель) — модель, російськомовний репер та переможець 4 сезону телепроєкту Топ модель по-українськи. Чемпіон України з бойового самбо серед юнаків (2015).

## Життєпис
Народився 12 листопада 1997 року в сім'ї вірменина та українки. З 7 років займався спортом: боротьбою, плаванням, пізніше — боями без правил. Зафіксував хороші спортивні результати, був чемпіоном України, але через травму щелепи був змушений покинути улюблене заняття. Вчився на бухгалтера в Університеті Фіскальної служби України.
2017 року переміг у шоу Топ модель по-українськи, ставши першим чоловіком-переможцем в українській історії даного телепроєкту.
Зріст Самвела — 185 см, вага — 87 кг. Має на шиї татуювання у вигляді Всевидячого ока. За його словами, якби він не став моделлю, то став би репером.
2018 року став репером.

## Сингли
Самвел мріяв стати репером. Аліна Гросу зняла його в своєму кліпі.
| Рік    | Назва              | Альбом |
| Сольно | Сольно             | Сольно |
| ------ | ------------------ | ------ |
| 2018   | «Девочка в одежде» |        |
| 2018   | «Нирвана»          |        |
| 2018   | «Кошки-Подружки»   |        |
| 2019   | «Игуана»           |        |